# Microcebus bongolavensis
Microcebus bongolavensis е вид бозайник от семейство Лемури джуджета (Cheirogaleidae). Видът е застрашен от изчезване.